# Hagia Sofia
Hagia Sofia (řecky Ἁγία Σοφία (Hagia Sofia), turecky Ayasofya) čili chrám Svaté Moudrosti je byzantský chrám z let 532–537 vyprojektovaný Isidorem z Milétu nad zátokou Zlatý roh v Istanbulu, jedna z nejznámějších sakrálních staveb světa. Původní křesťanská svatyně s centrální kupolí a sídlo patriarchy byla po dobytí Konstantinopole Osmany (1453) upravena na mešitu (a později opatřena minarety); v roce 1934 byla v rámci Atatürkových reforem sekularizována a až do roku 2020 sloužila jako muzeum. Od července 2020 se v ní opět konají modlitby. Téměř tisíc let (do dokončení katedrály v Seville v roce 1520) byla největší katedrálou na světě a největším uzavřeným prostorem na světě.

## Vznik a vývoj stavby

### Křesťanské období
Hagia Sofia byla postavena na popud byzantského císaře Justiniána, a to na místě, kde stály již dříve dva basilikální chrámy z let 346/360 a 415. Architekty stavby byli Isidor z Milétu a Anthémios z Trallu a byla vysvěcena 27. prosince 537, na vnitřní výzdobě mozaikami a freskami se pracovalo dalších více než sto let. Dodnes je nejvýznamnější památkou byzantské architektury, symbolem celého Istanbulu. Již roku 558 se její třicetimetrová kupole při zemětřesení zřítila. Architekti poté kvůli větší stabilitě kupole začali zazdívat některá okna, díky čemuž je dnes ve svatyni mnohem větší šero než v jejích počátcích. Další zemětřesení v letech 989 a 1346 neměla tak ničivý účinek. Chrám byl v této době také sídlem konstantinopolského patriarchy. Po dobytí Konstantinopole 4. křížovou výpravou byl chrám Svaté Moudrosti sídlem latinského patriarchy konstantinopolského.

### Islámské období
Byzantská říše postupně ztrácela svůj vliv, až byla roku 1453 zcela vyvrácena Osmany, kteří dobyli za vlády sultána Mehmeda II. Konstantinopol. Hagia Sofia byla přebudována na mešitu, figurální křesťanské mozaiky byly zakryty. Chrám se stal hlavní – nyní již istanbulskou mešitou. Podle jejího vzoru se začaly stavět další mešity, včetně tzv. Modré mešity sultána Ahmeda I. ze 17. století.
V závěru 19. století byla Hagia Sofia ve velmi špatném stavu. Turecký sultán pozval ze Švýcarska bratry Fossatiovy, aby provedli nezbytné opravy stavby.

### Moderní období
Roku 1934 nařídil Mustafa Kemal Atatürk, tehdejší prezident Turecké republiky, že Hagia Sofia bude sekularizována a přebudována na muzeum. V roce 1993 inspekce UNESCO zjistila chátrající stav budovy, takže byla podniknuta rekonstrukce.
V květnu roku 2016 demonstrovalo před chrámem několik tisíc muslimů z různých koutů Turecka, aby tak vyjádřili podporu opětovnému zavedení islámských bohoslužeb v tomto chrámu. V červenci 2020 byla Hagia Sofia na základě dekretu prezidenta Recepa Tayyipa Erdoğana opětovně přeměněna v mešitu. Tento krok vyvolal kritiku části křesťanů, kteří požadovali ponechání svatostánku v muzeální podobě. Papež František vyjádřil znepokojení. Podle tohoto křesťanského tábora opětovná přeměna původního kostela v mešitu nepomůže mezináboženskému dialogu. Jiní křesťané ovšem krok uvítali, neboť monumentální stavba byla vystavěna pro bohoslužbu, což se po období sekularizace svatostánku opět obnovilo.

## Popis

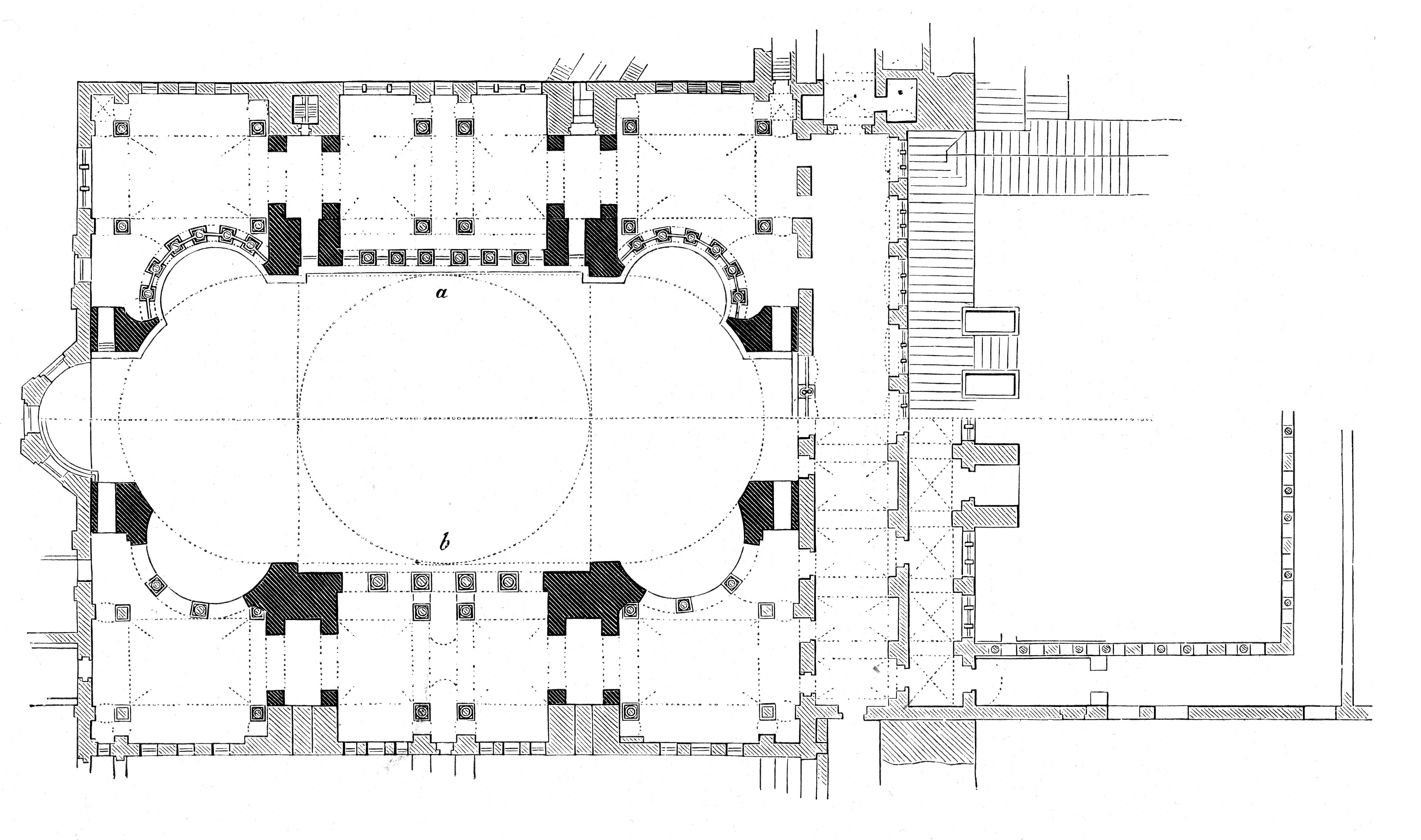
Hagia Sofia, půdorys

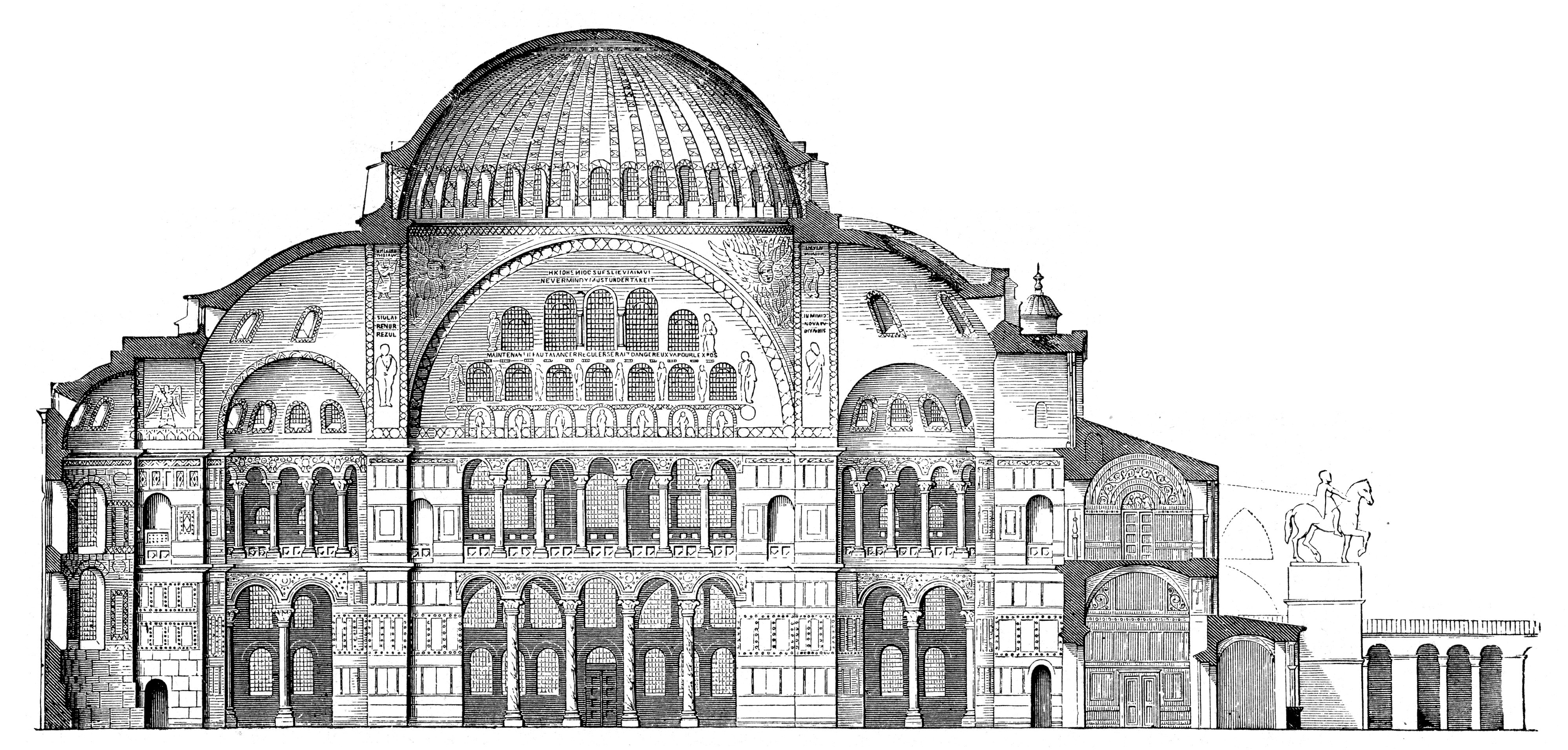
Hagia Sofia, podélný řez

Neobyčejně odvážná centrální stavba s velikou cihlovou klenbou znamenala přelom ve vývoji architektury. Původní stavba téměř čtvercového půdorysu o rozměrech asi 80 × 71 m byla později obestavěna různými přístavky. Do chrámu se vstupovalo od severovýchodu dnes zbořeným atriem s mramorovými sloupy a trojí bránou do úzkého vnějšího nartexu. Ten je spojen pěti vchody s dvoupatrovým vnitřním nartexem o rozměrech 9 × 60m; spodní patro sloužilo uchazečům o křest (katechumenům), horní je součástí chrámového ochozu. Centrální kupole o průměru 32 m sahá do výše 55,6 m, po jejím obvodě je mezi žebry klenby 40 úzkých oken a celá kupole je nesena čtyřmi mohutnými kamennými pilíři o rozměrech 7,5 × 18 m, jimiž dole procházejí boční lodi. Přechod ze čtvercového půdorysu ke kruhové kupoli zprostředkují trojúhelníkovité nosné výplně (pendentivy), 20 m vysoké, nad nimiž kupole vyčnívá už jen o 15 m. Na střední čtverec navazují na západ i na východ dva nižší polokruhové prostory o stejném poloměru s konchovou klenbou, která podpírá hlavní kupoli. Zbytek půdorysu vlevo i vpravo je hlavními pilíři klenby rozdělen na menší klenuté prostory bočních lodí. Spodní patro je součástí hlavního prostoru, horní patro, otevřené do lodi arkádami, bylo vyhrazeno ženám (gynaeceum) a je přístupné zvenčí rampami a schodišti. Na jihovýchodní straně vybíhá prostor do apsidy. Kupole jsou pokryty olověným plechem o síle asi 6 mm, který je přibit k dřevěným latím.
Působivost hlavního prostoru zdůrazňuje nepřítomnost sloupů, a protože hlavní pilíře dovnitř nijak nevyčnívají, divák má dojem, jako kdyby klenba byla někde zavěšena. Kupole je postavena ze čtvercových cihel o straně 80 a 70 cm a 5 cm silných, s téměř stejně silnými spárami. Spáry neprobíhají radiálně ke středu klenby, nýbrž šikmo, aby se síly lépe přenášely. Stěny jsou obloženy deskami z 6 druhů barevných mramorů (včetně egyptských sopečných porfyrů), které jsou připevněny bronzovými sponami. Podlahu tvoří ornamentální mramorové mozaiky, stěny a klenby jsou z velké části pokryty barevnými mozaikami andělů a světců na zlatém pozadí. V chrámu je celkem 107 mramorových sloupů, z nichž některé pocházejí z řeckých chrámů v Efesu a v Baalbeku. Kromě zmíněných 40 oken pod hlavní kupolí vnitřek osvětluje i množství velkých i menších oken v bočních stěnách i pod ostatními kupolemi.

## Galerie

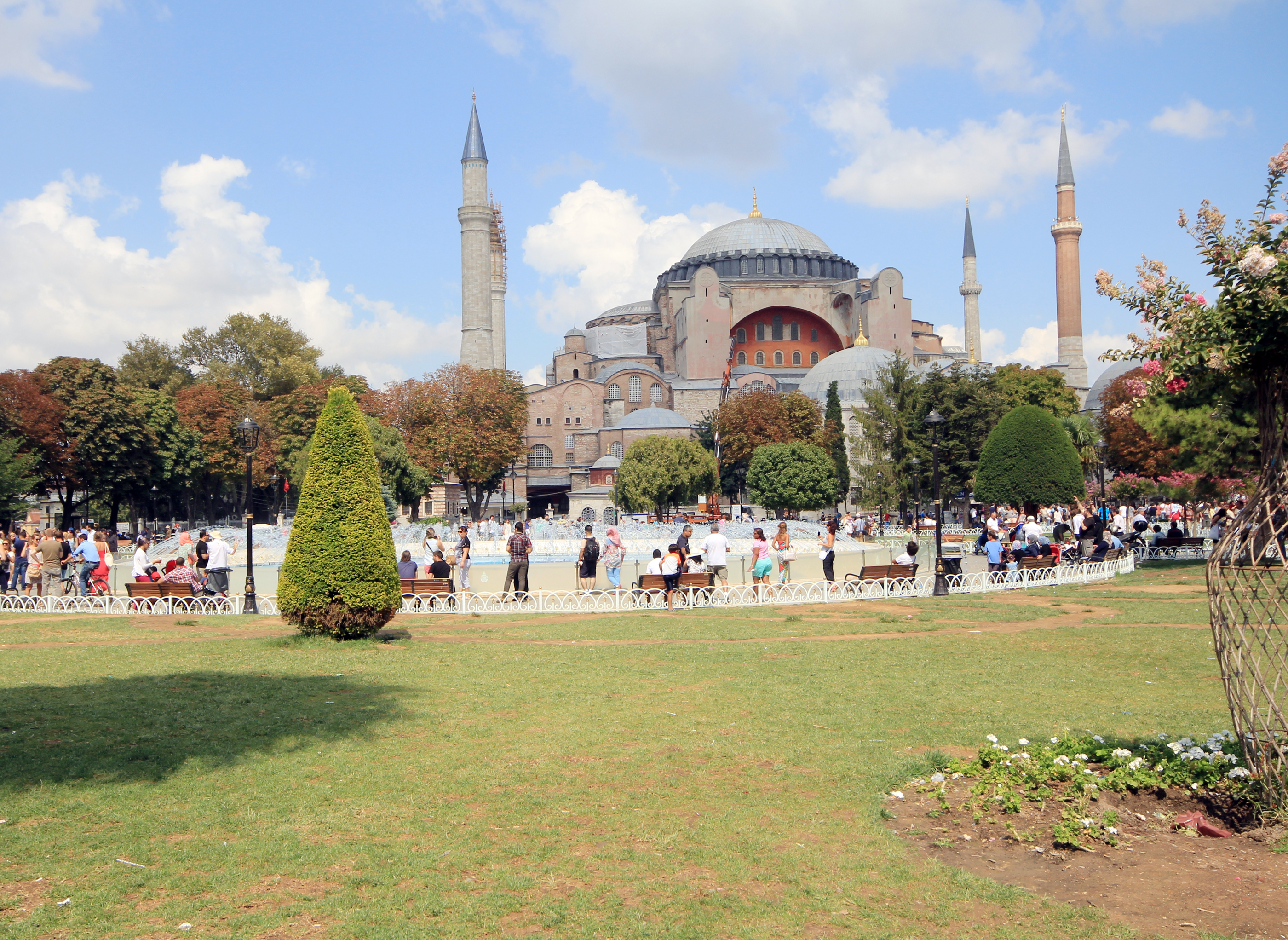
Hagia Sofia, celkový pohled
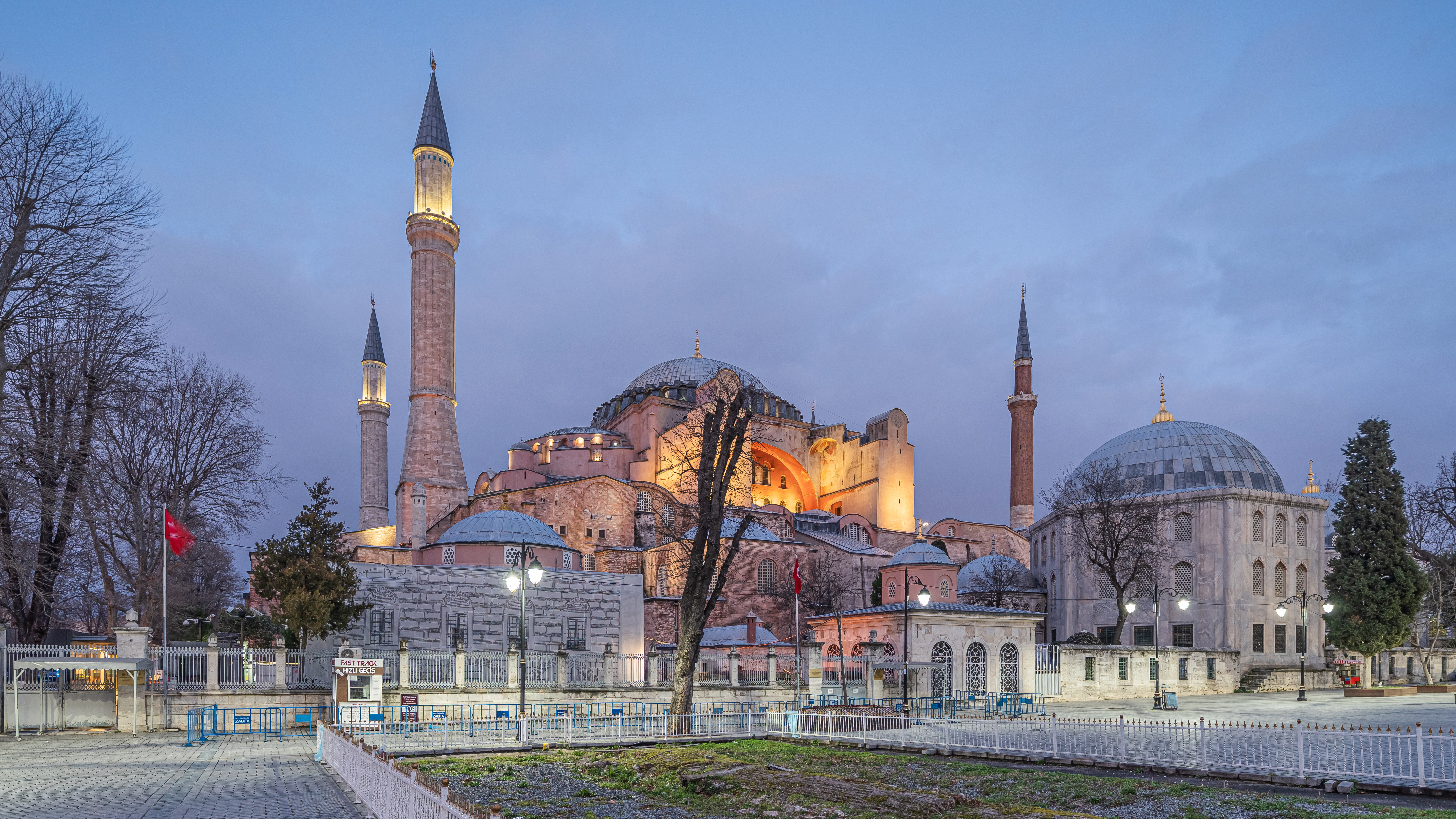
Hagia Sofia v noci
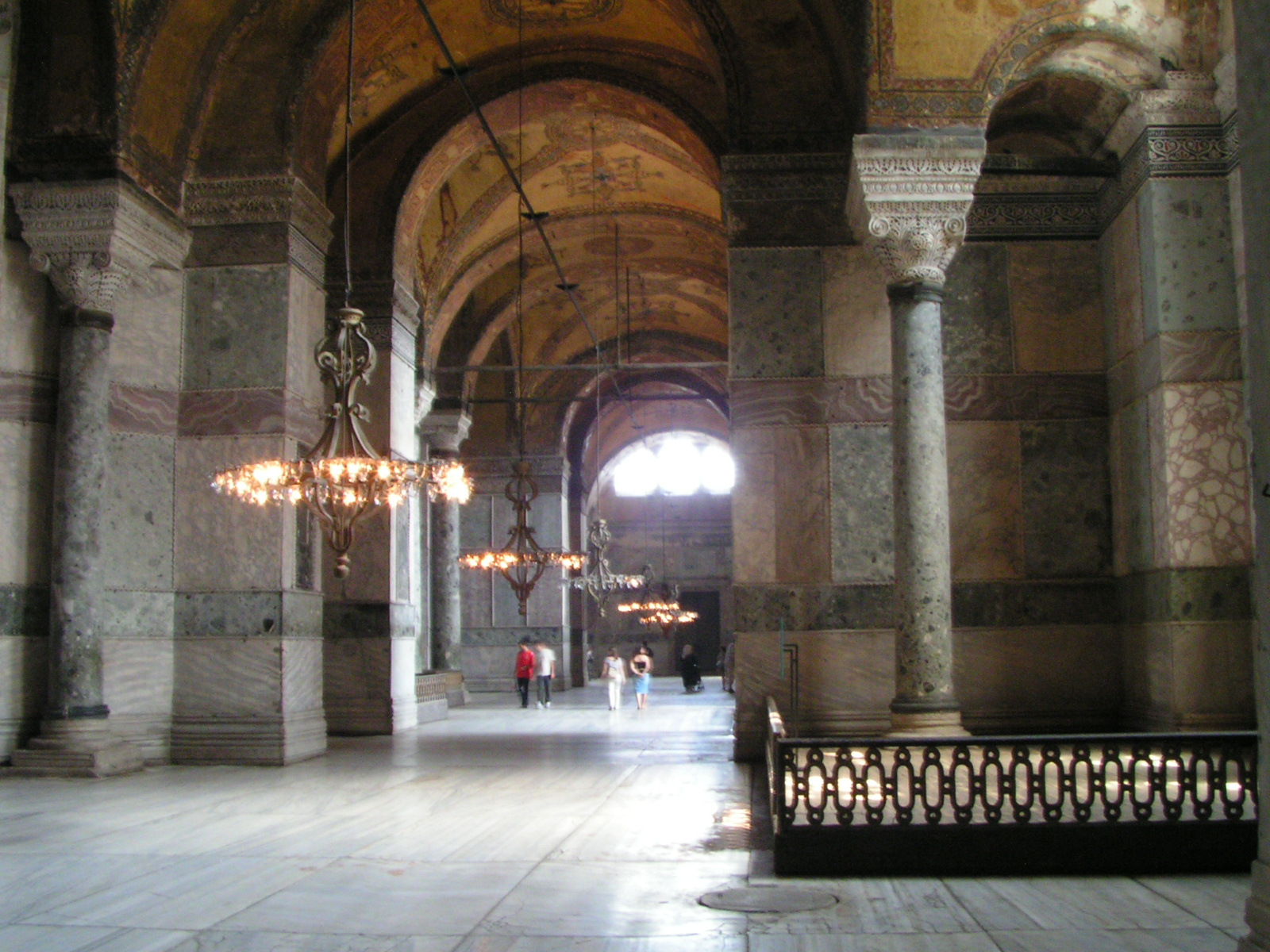
Boční loď
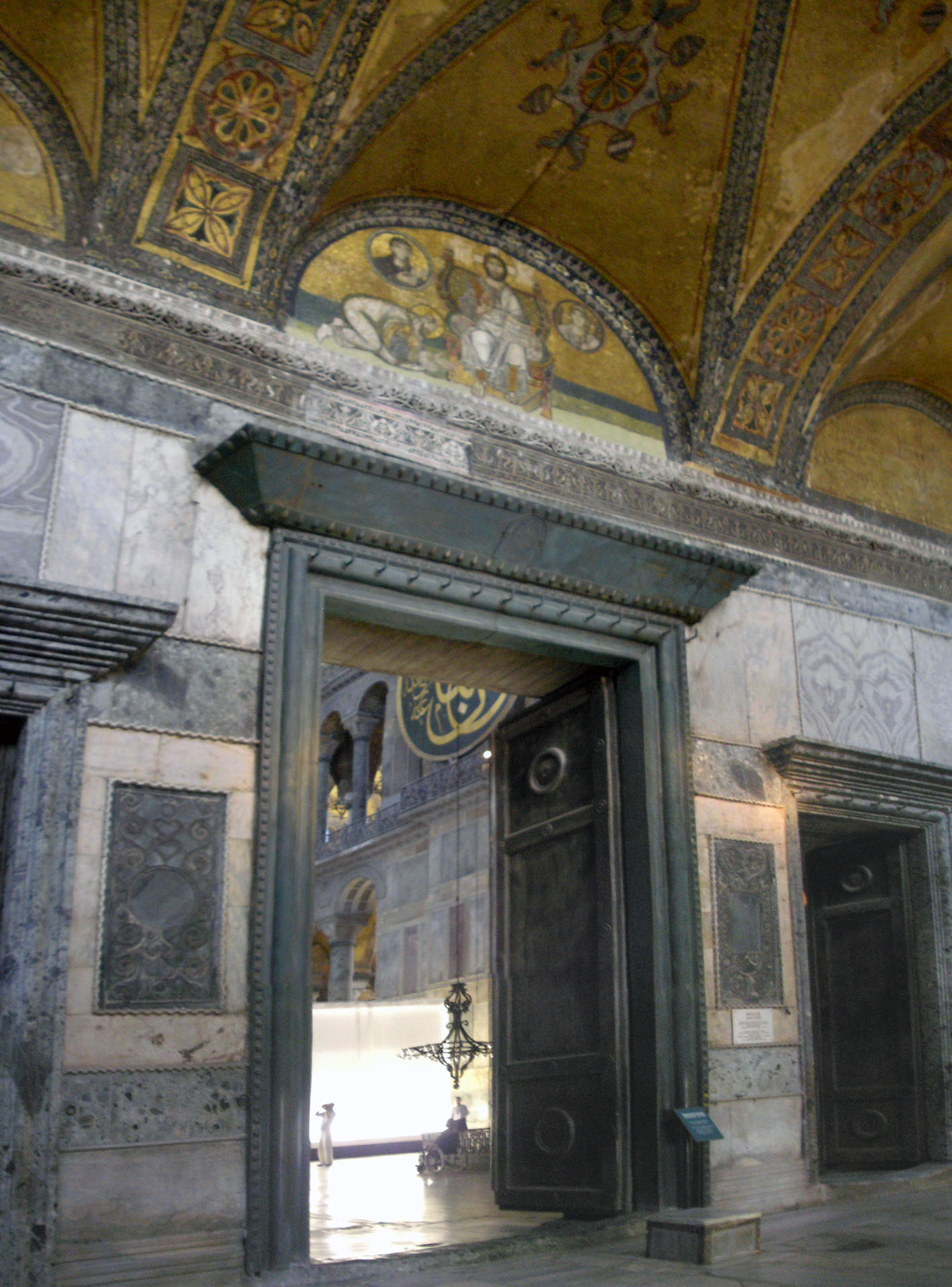
Císařská brána
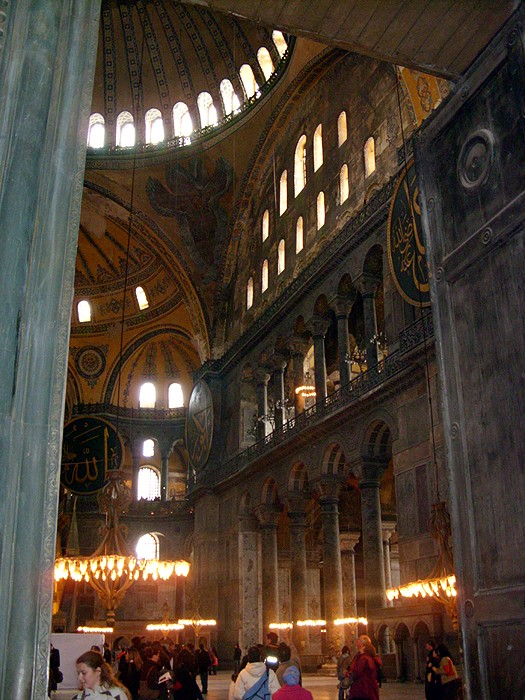
Vnitřek a galerie
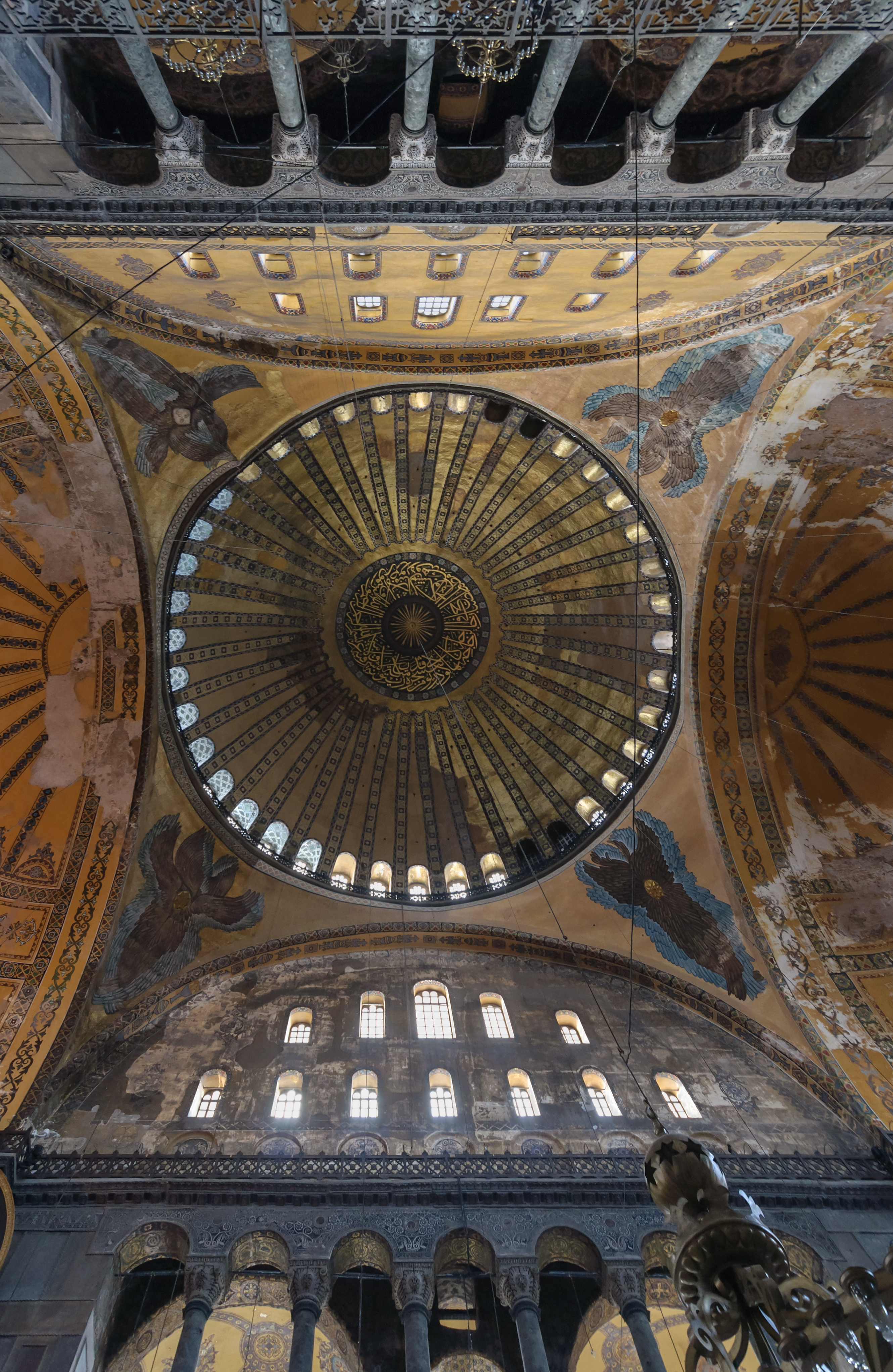
Kupole s pendentivy
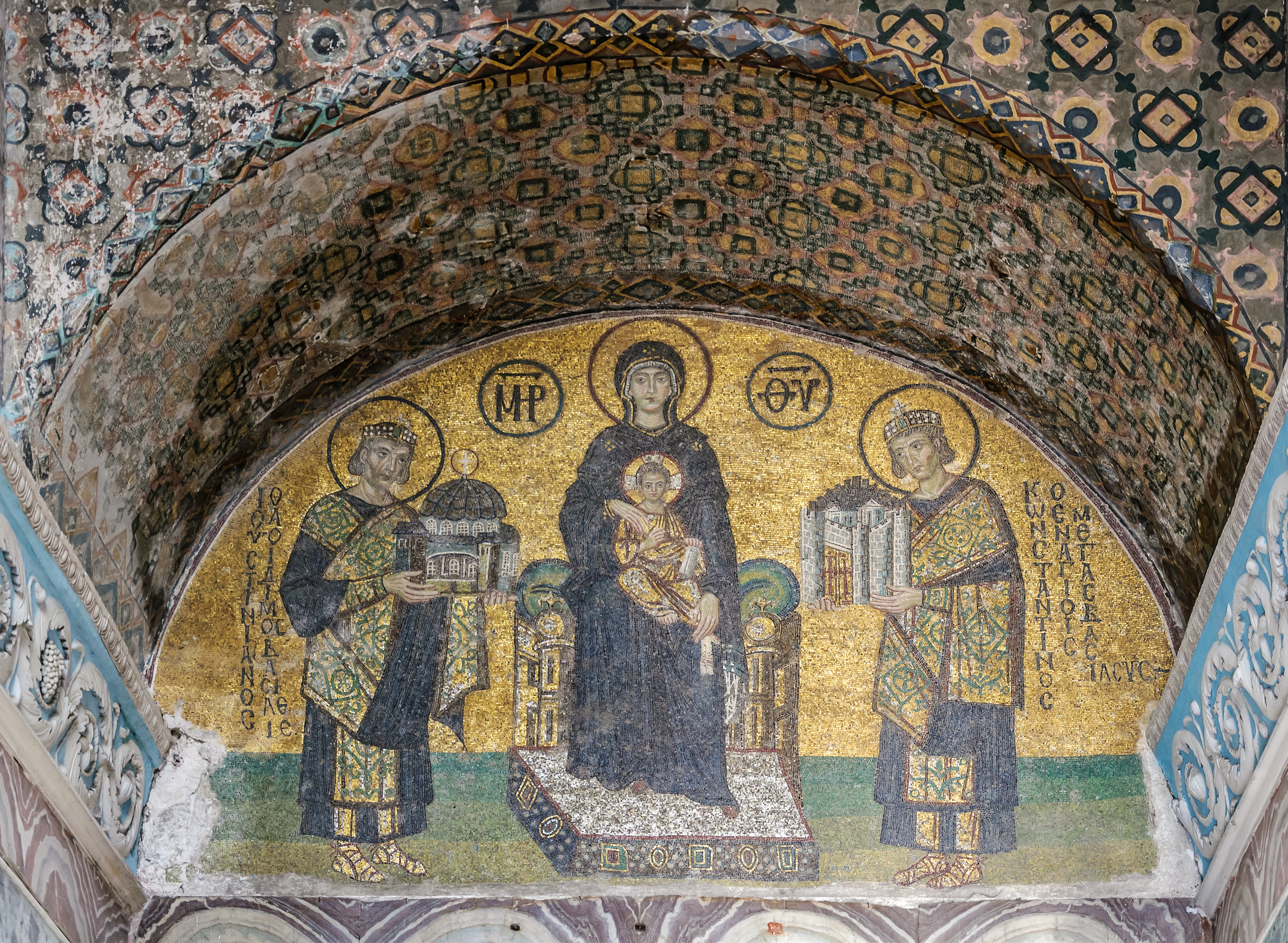
Madona s Justiniánem a Konstantinem
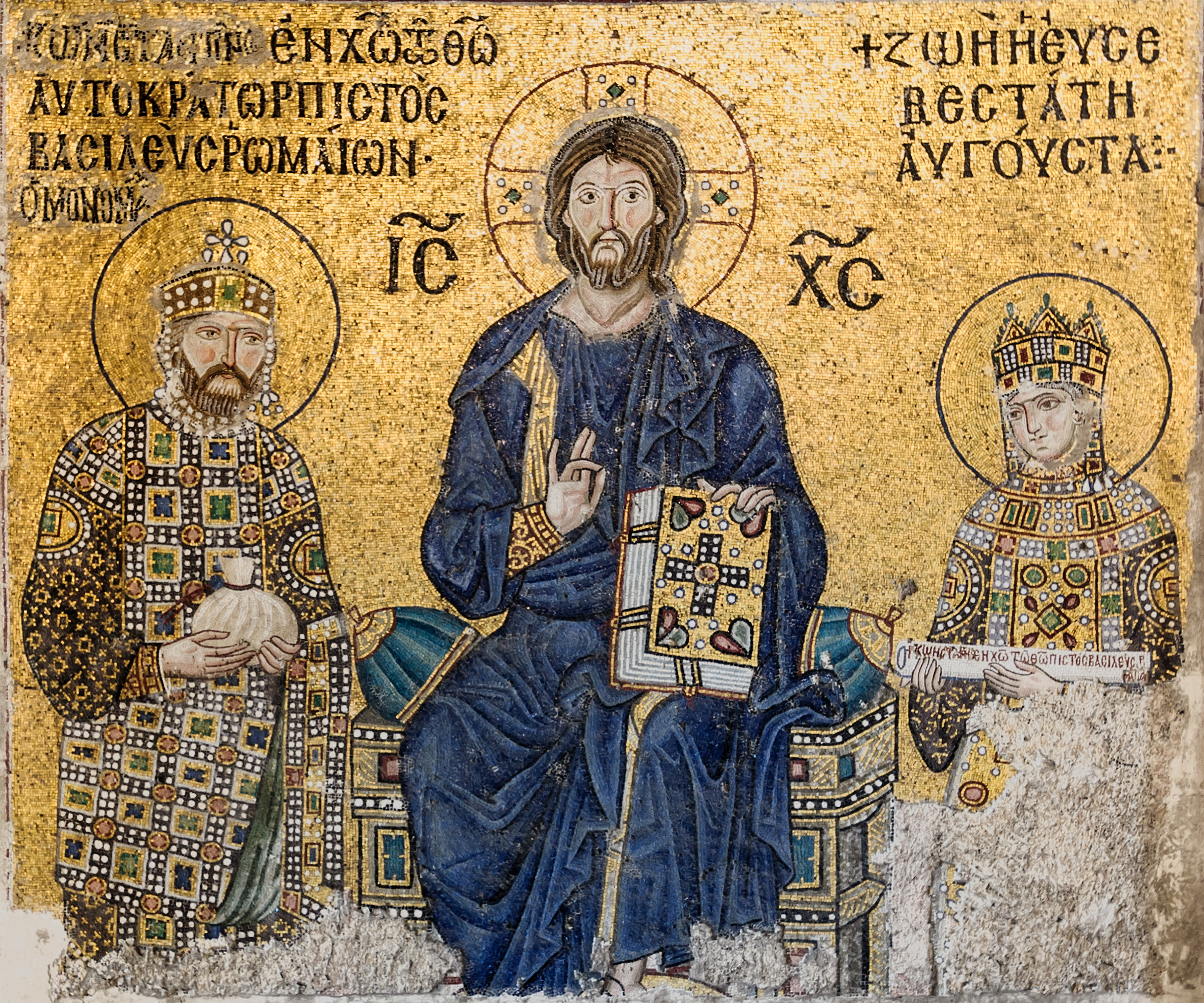
Mozaika Krista a císaře

### Podobné články
- Monastýr Krista Pantokratora
- Kostel Pammakaristos
- Chrám svatých Apoštolů
- Chrám Bohorodice Farosské
- Chrám svatého Spasitele v Chóře
- Chrám Matky Boží Vlachernské
- Chrám svatého Polyeukta
- Chrám Matky Boží Životodárného pramene
- Lips monastýr (mešita Fenari Isa)